# Lagoa Rasa (Flores)
Lagoa Rasa, auch Caldeira Rasa, ist ein Kratersee im Südwesten der portugiesischen Azoren-Insel Flores, der zum  Kreis Lajes das Flores gehört. Der See liegt im Naturschutzgebiet Reserva Natural das Caldeiras Funda e Rasa. Der See ist etwa 10 Hektar groß und 16 Meter tief.